# Пекар (фільм, 2022)
«Пекар» (англ. The Baker) — канадсько-американський бойовик 2022 року в «жанрі помсти», знятий режисером Джонатаном Соболем. У головних ролях: Рон Перлман, Емма Хо, Еліас Котеас, Гарві Кейтель і Джоел Девід Мур. Прем'єра фільму відбулася 31 жовтня 2022 року на кінофестивалі в Остіні. Кінотеатральний прокат у США розпочався 28 липня 2023 року. 

## Сюжет
Паппі, літній пекар і колишній урядовець, змушений боротися з гангстерами, щоб захистити свою онуку Делфі після того, як вона зухвало забирає сумку з наркотиками у його сина Пітера, спричиняючи вбивство Пітера, коли той мимоволі віддає порожню сумку.

## Акторський склад
- Рон Перлман — Паппі Сабінські, ветеран американської армії з посттравматичним стресовим розладом
- Еліас Котеас[en] — Вік, головний прихвостень Торговця
- Джоел Девід Мур[en] — Пітер, син Паппі
- Емма Хо — Дельфі, німа дочка Пітера
- Гарві Кейтель — Торговець, наркобарон, який шукає викрадену партію героїну
- Саманта Кейн — детектив Петра Вайнтрагер
- Паоло Манчіні — детектив Лука Рісполі
- Дакс Равіна — Мілкі, кримінальний подільник Пітера

## Виробництво
Фільм знімали на Кайманових островах у 2021 році. 

### Режисер та акторський склад
Фільм «Пекар» став одним із нечастих проєктів для режисера Джонатана Собола, відомого своїми менш комерційними стрічками. Залучення таких зірок, як Рон Перлман та Гарві Кейтель, додало проєкту значну вагу, хоча в інтерв'ю Собол зізнався, що проєкт був ризикованим через відсутність великого бюджету. Особливо було відзначено гру Перлмана, який утілив образ старого ветерана, що прагне захистити свою родину.

## Сприйняття
Фільм отримав змішані відгуки. На агрегаторі Rotten Tomatoes він отримав 57 % «свіжості» на основі 14 рецензій із середньою оцінкою 5,4/10. Критики хвалили гру Перлмана та Кейтеля, але зазначали, що сюжет є досить передбачуваним і не приносить нічого нового в жанр фільмів помсти. Проте багато глядачів відзначили, що фільм має свої сильні моменти, особливо у сценах взаємодії між Перлманом і Хо, яка зіграла його онуку.
На Metacritic фільм має середній бал 53 на основі 10 відгуків, що свідчить про середній рівень оцінок критиків.